# Папска държава
Папската държава (на италиански: Stato della Chiesa; на латински: Status Ecclesiae) е теократична държава в централната част на Апенинския полуостров в периода 756 – 1870 г., възглавявана от папата – главата на Римокатолическата църква.
Началото на Папската държава полага франкският крал Пипин III, който подарява на папа Стефан III територията на бившия Равенски екзархат. През 15 век Папската държава играе ролята на балансьор между различните италиански държавици. През 1861 – 1870 година територията на Папската област влиза в състава на кралство Италия.
Наследник на Папската държава от 1929 година е Ватиканът.